# Osteomielitis
La osteomielitis es una infección súbita o de larga data del hueso o médula ósea, normalmente causada por una bacteria piógena o micobacteria y hongos. Los factores de riesgo son trauma reciente, diabetes, hemodiálisis y drogadicción intravenosa.

## Etiología
El Staphylococcus aureus es el organismo comúnmente más aislado de todas las formas de osteomielitis. La osteomielitis iniciada hematógenamente es vista con frecuencia en niños, y casi el 90% de los casos es causada por la Staphylococcus aureus. Es una inflamación o hinchazón del tejido óseo que suele producirse por el resultado de una infección. 
En los recién nacidos se observan con frecuencia bacterias gramnegativas y estreptococos del grupo B.
Pseudomonas aeruginosa  a menudo se asocia con osteomielitis y osteocondritis después de heridas penetrantes en el pie a través de una zapatilla de tenis.
Los niños inmunocomprometidos son propensos a contraer infecciones con diversos hongos y bacterias, además de patógenos comunes.
También se han informado lesiones óseas debidas a  Bartonella henselae  (causa de la  enfermedad por arañazo de gato ).
Salmonella  es una causa importante de osteomielitis en niños con  anemia de células falciformes  y otras hemoglobinopatías.
| Grupo etario                            | Organismos más frecuentes                                                             |
| --------------------------------------- | ------------------------------------------------------------------------------------- |
| Neonatos (menores de 4 meses)           | S. aureus, Enterobacter sp, y Streptococcus grupo A y grupo B                         |
| Lactantes y preescolares (4 m a 4 años) | S. aureus, Streptococcus pyogenes, Haemophilus influenzae, y especies de Enterobacter |
| Escolares y adolescentes (de 4-19 años) | S. aureus (80%), S. pyogenes, H. influenzae, y especies de Enterobacter               |
| Adultos                                 | S. aureus y ocasionalmente Enterobacter o especies del Streptococcus                  |

La osteomielitis aguda ocurre casi siempre en niños. Cuando aparece en adultos, suele deberse a un compromiso en la resistencia del sujeto debido a debilidad, drogodependencia, infecciones del canal de la raíz de un diente o por el uso de medicamentos inmunosupresores.
La osteomielitis es también una complicación secundaria en 1-3% de los pacientes con tuberculosis. En esos casos, la bacteria suele esparcirse por la circulación sanguínea, infectando la sinovial antes de llegar al hueso subyacente. En la osteomielitis tubercular, los huesos largos y las vértebras son las que suelen quedar afectadas.

## Patogenia
Generalmente los microorganismos han diseminado hasta el hueso por vía hematógena, por ejemplo, a través del torrente sanguíneo. También se esparcen contagiosamente al hueso desde áreas locales de infección, así como la celulitis o bien por un trauma penetrante, incluyendo causas iatrogénicas como reemplazos articulares o la fijación interna de fracturas o de canalizaciones (endodoncias, tratamientos de conducto) de la raíz de los dientes. Una vez que el hueso está infectado, los leucocitos entran en la zona infectada, y en su intento de eliminar los organismos infecciosos, liberan enzimas que corroen el hueso. El pus se extiende por los vasos sanguíneos del hueso, ocluyéndolos y formando abscesos lo cual priva al hueso del flujo sanguíneo, y se forman en la zona de la infección áreas de hueso infectado desvitalizado, conocido como secuestro óseo, que forma la base de una infección crónica. A menudo, el organismo tratará de crear nuevo hueso alrededor de la zona de necrosis. El nuevo hueso así resultante recibe el nombre de involucrum. En el examen histológico, estas áreas de necrosis de los huesos son la base para distinguir entre la osteomielitis aguda y la osteomielitis crónica. La osteomielitis es un proceso infeccioso que abarca la totalidad de los huesos y sus componentes, incluida la médula ósea y el periostio. Cuando es crónica puede dar lugar a esclerosis ósea y deformidad.
En los niños, por lo general, se afectan usualmente los huesos largos, mientras que en los adultos se afectan más comúnmente las vértebras y la pelvis.

## Histopatología
El principal hallazgo histopatológico en la osteomielitis aguda son los microorganismos, los vasos sanguíneos congestionados o trombosados y los infiltrados de neutrófilos. Por otro lado, el hallazgo histopatológico característico en la osteomielitis crónica es el hueso necrótico. Otras características de la osteomielitis crónica incluyen un predominio de células mononucleares, reemplazo del hueso reabsorbido por osteoclastos por granulación y tejido fibroso que conduce a la pérdida ósea y la formación de trayectos sinusales, lo cual es patognomónico.

## Cuadro clínico
La osteomielitis se produce con frecuencia durante la infancia, con una media de edad de 6 años. Es excepcional en el período neonatal. Se encuentra preferentemente en las metáfisis más fértiles: cerca de la rodilla, por debajo del codo. En el 30 a 40% de los casos, se observa la aparición de una lesión menor en los días anteriores a la aparición de la infección. En el caso típico, es un varón (preferencia 3/1) que se queja de dolor en el extremo de un hueso largo. El dolor tiene un comienzo súbito, ocasionalmente acompañado de fractura y una deficiencia funcional de la extremidad afectada. La suave movilización de la articulación adyacente es posible. El síndrome infeccioso está marcado con una fiebre superior a 38 °C, deterioro del estado general, escalofríos y sudoración. En la fase inicial, los signos locales son inespecíficos. Más adelante en el curso de la infección, hay un aumento del volumen e inflamación localizada. Por lo general, no se palpan linfadenopatías. Otros eventos que pueden ser hallados en una osteomielitis en particular en un contexto febril incluyen: 
- un estado de agitación o postración;
- pseudoparálisis de un miembro de un bebé o recién nacido;
- convulsiones;
- cojera.

## Tratamiento

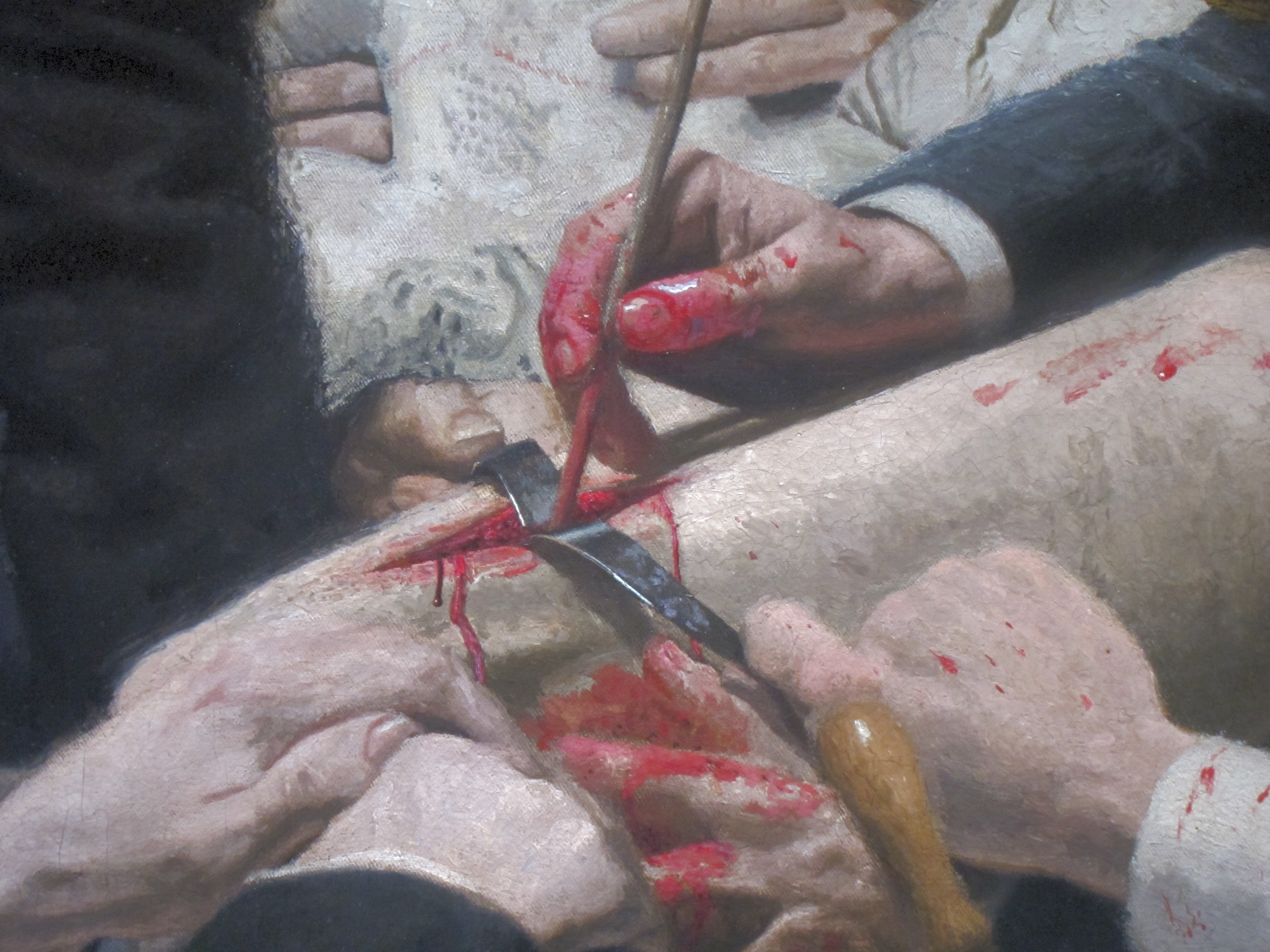
Detalle del óleo por Thomas Eakins, The Gross Clinic, ilustrando el tratamiento de la osteomielitis del.

La osteomielitis requiere de una terapia de antibióticos prolongada, llevando de semanas a meses. Para este fin, a menudo se coloca una línea intravenosa central. La osteomielitis también puede requerir el desbridamiento quirúrgico. Los casos graves pueden conducir a la pérdida de una extremidad. Los antibióticos de primera línea de elección son generalmente glucopéptidos como la vancomicina, determinados por la historia del paciente y las diferencias regionales al respecto de los organismos infecciosos. Se pueden utilizar también rifampicina y tetraciclinas. 
En 1875, el artista norteamericano Thomas Eakins representó un procedimiento quirúrgico de la osteomielitis en el Jefferson Medical College, en un famoso óleo titulado The Gross Clinic.
Antes de la disponibilidad y la utilización de antibióticos, se usaban larvas de mosca deliberadamente introducidas en las heridas para que se alimentasen de los materiales infectados, siendo generalmente efectivas en la limpieza de la herida.
El tratamiento con oxígeno hiperbárico ha demostrado ser un útil complemento para el tratamiento de la osteomielitis refractaria. Un número de instituciones indican un tratamiento con una duración de 42 días.

## Pronóstico
Con un tratamiento temprano agresivo, el pronóstico de la osteomielitis aguda es bueno. Sin embargo, existe la posibilidad de que la infección pueda reaparecer años después del tratamiento exitoso si hay un nuevo trauma en la misma área o si la inmunidad del huésped está comprometida. En adultos, la tasa de recurrencia de la osteomielitis crónica es de alrededor del 30 % a los 12 meses, pero en los casos de P. aeruginosa, la tasa de recurrencia puede llegar al 50 %. Los casos que involucran dispositivos protésicos son más difíciles de tratar, lo que provoca una mayor morbilidad debido a la necesidad de más procedimientos quirúrgicos y ciclos prolongados de antibióticos requeridos para el tratamiento. Varias medidas utilizadas para prevenir infecciones posoperatorias incluyen una buena preparación preoperatoria cuando sea posible y el uso de quirófanos con flujo de aire laminar. También se recomienda el uso de tratamiento antibiótico preoperatorio profiláctico administrado por vía parenteral 30 minutos antes de la incisión cutánea con cefalosporinas de primera generación (cefazolina) o de segunda generación (cefuroxima). Se ha demostrado que todas estas medidas reducen la tasa de infecciones posoperatorias del 0,5 % al 2 %, lo que mejora los resultados de los pacientes.